# Poike
Poike, poluotok na istoku Uskršnjeg otoka, Oceanija. Najviši vrh mu je 370 metara visok vulkan Puakatike na planini Maunga Puakatike (maunga =planina). Ovaj vulkan najstariji je od 3 glavna vulkana na Uskršnjem otoku, ostala dva su Terevaka na sjeveru i Rano Kau na jugu otoka. Na poluotoku se nalaze još dvije niže planine, to su Maunga Perehe i Maunga Vai a Heva.
Poluotok je izložen eroziji pa je na njemu mnogo manje vegetacije i manje je arheoloških nalazišta, a moaia na njemu nema. Na sjeveroistoku poluotoka kod rta O'Higgins nalazi se 'pećina djevica' Ana O Keke s petroglifima. Ulaz u pećinu je nizak i teško ga je pronaći a obiluje slikarijama.
Uz južnu stranu poluotoka u blizini obale nalazi se maleni i jedini otočić otočić Motu Marotiri, na kojem je u vrijeme kanibalizma spas pokušalo pronaći nekoliko ljudi. U podnožju vulkana nalazi se najveći od 313 poznatih ahua na Rapa Nui, Ahu Tongariki. manje je važan Ahu Taharoa između plaže Ovahe i poluotoka Poike.
Na istočnoj obali poluotoka južno od rta O'Higginns nalazi se rt Cumming, a još južnije rt Roggeveen što je dobio ime po otkrivaču otoka Jacobu Roggeveenu 1722.

## Vanjske poveznice
- Poluotok Poike i otok Motu Marotiri